# 大葉高島屋
大葉髙島屋百貨股份有限公司（英語：Dayeh Takashimaya Co., Ltd.；日本語：台北·大葉タカシマヤ）是台灣的社區型百貨，位於臺北市士林區天母忠誠路與士東路路口，1994年開業，由台灣大葉集團與日本高島屋合作成立，營業面積約12,000坪。現今日本高島屋方面已經撤資，改由大葉集團接手，僅保有「髙島屋」品牌授權權利及技術合作。

## 概要
- 1990年11月，由大葉開發公司依都市計畫公共設施多目標使用相關法令提出申請，經台北市政府同意後，將位於天母忠誠路的停車場預定地，興建成兼具停車場與百貨公司複合用途的開發案。

- 1994年7月9日，大葉髙島屋百貨試營運；11月1日，大葉髙島屋百貨正式開業。

- 2014年，進行20周年的大型改裝工程(REBORN計劃)，更新硬體設備、引進數十個全新品牌專櫃，並將著名的透明金字塔地標拆除，取代透明金字塔的是使用斜式屋頂的新出口。工程全數於2014年10月週年慶前完工開幕。

- 2016年5月，由於日本高島屋集團全球佈局考量，再加上天母商圈內近年來陸續加入新光三越及遠東SOGO百貨，因此日本髙島屋決定撤資，由大葉集團全面接手，日方僅留品牌授權與技術合作[2]。
- 2022年1月，新任董事長自去年上任以來即與團隊積極規劃讓28年歷史的高島屋百貨舊建築擴大營業規模，啟動三年改造計劃。除了地下一樓拆掉螺旋手扶梯，重新改裝保有不少天母人兒時記憶的水族館，更進一步重新命名為「中央水族廣場」，搭配裝置藝術打造法式廣場，重啟天母人打卡風潮，重新改裝後，地下一樓營業面積大幅增加三成，成為挹注當年業績成長新動能之一。[3]
- 2023年2月24日，拓增5樓賣場嶄新開幕。
- 2023年5月12日，12樓賣場嶄新開幕。
- 2024年10月8日，由大葉集團自行開發「A-LA-DING智能機」正式亮相，象徵正式邁向數位轉型。[4]

## 購物導覽
| 樓層 | 樓層介紹 |
| ---- | --- |
| 12F  | 主題餐廳、DAISO日本大創、POYA寶雅 |
| 11F  | 全館提供2000個停車位，全年無休 |
| 10F  | 全館提供2000個停車位，全年無休 |
| 9F   | 全館提供2000個停車位，全年無休 |
| 8F   | 全館提供2000個停車位，全年無休 |
| 7F   | 全館提供2000個停車位，全年無休 |
| 6F   | 全館提供2000個停車位，全年無休 |
| 5F   | 旭集和食集錦、主題餐廳、小家電、大家電、DOZO Market                                                                                                 |
| 4F   | MUJI無印良品、GU、瓷器/設計師/家飾、進口餐具、廚房用品、仕女內睡衣、寢具、鐘錶/眼鏡、餐廳、聯合服務中心                                             |
| 3F   | 牛仔/戶外/美式休閒、高爾夫服飾/配件、紳士西服/內著/男鞋、流行商務服飾/配件、母嬰童服飾/鞋/用品、玩具、餐廳、KIDS CLUB/遊戲區/哺乳室/音樂教室/醫護室 |
| 2F   | GAP、流行運動服飾/鞋/配件、進口少淑女裝、專業服裝修改室、壽司郎、主題餐廳                                                                           |
| 1F   | 國際流行精品、化妝保養品/香氛、珠寶、女鞋/配件、鐘錶/眼鏡、專業美容護膚保養、Studio A、星巴克/咖啡廳/餐廳、服務台、寵物美容、外籍旅客退稅服務       |
| B1F  | 主題餐廳、咖啡廳、美食小吃、麵包/烘培、精緻糕點禮品、Mia C'bon生鮮超市、修鞋/快剪、藥妝、中央水族廣場                                               |
| B2F  | 全館約有2000個停車位，全年無休 電動車充電站 |
| B3F  | 全館約有2000個停車位，全年無休 電動車充電站 |

## 特色設施

### 中央水族廣場（原：大葉魚樂園）
- 擁有台灣第一座位於百貨公司內的大型水族箱，該水族箱位於地下一樓，定期有人工餵食秀、氣泡秀表演。耗資4000萬元打造，視窗長24公尺、高3公尺，側面深度4公尺，水量多達150公噸。
- 2017年9月完成整修，命名為『大葉魚樂園』。不定期開放學校單位免費校外教學參觀導覽。
- 2021年底配合地下一樓電扶梯改裝工程更新外觀，於2022年1月完成，更名為「中央水族廣場」。水族箱本體外觀改以大理石雲紋色系搭配上方Rose Garden裝置藝術，整體呈現夢幻時尚質感。展出包含小丑魚、神仙魚、關刀魚、黃狐狸魚…等50多種繽紛獨特的熱帶魚與海洋生物。[6]

#### 中央水族廣場 表演時刻表
| 表演內容             | 固定展演活動時間                 |
| -------------------- | -------------------------------- |
| 海洋氣泡秀           | 每日17:00、20:00                 |
| 海洋劇場秀（餵魚秀） | 每週六、日及國定假日14:00、19:00 |

## 過往特色設施

### 曲線螺旋型電扶梯
- 館內一樓與地下一樓之間，設置兩座全台灣獨有的日本三菱電機專利製造的曲線螺旋型電扶梯。[8]
- 因過於老舊，零件取得與維修不易，已於2021年11月移除，並新設置兩座電扶梯。

### 玻璃金字塔
- 士東路通往館內地下一樓設有翻版自巴黎羅浮宮玻璃金字塔的入口。
- 已於2014年7月拆除，並改建為目前的「天母之丘」斜頂入口。

## 吉祥物

### 玫瑰寶寶緣起
- 大葉高島屋百貨吉祥物「玫瑰寶寶」(日本語：ローズちゃん)，前身是來自日本畫家「高岡德太郎」先生於1959年為日本高島屋所創作的耶誕節裝飾吉祥物「HAPPY寶寶」圖像，直到1962年「唱詩班寶寶」登場，玫瑰寶寶才正式被製作成公仔。

- 玫瑰寶寶的原型是由雕刻家「遠藤松吉」老師製作。他表示，玫瑰寶寶的魅力與特色在於紅通通的圓潤臉蛋、豐腴的肚子及可愛的翹臀。

### 台灣玫瑰寶寶誕生
- 隨著台北天母大葉高島屋於1994年7月SOFT OPEN、11月正式開幕，承襲日本傳統，台灣玫瑰寶寶因應而生。玫瑰寶寶在台灣的首度亮相即造成轟動，深受各界人士的喜愛，因此每年於大葉高島屋百貨週年慶期間，均會推出新款造型，也吸引眾多愛好者引發一股收藏旋風。
- 因為玫瑰寶寶皆是限量款，每年都會出現沒換到而失落的顧客。因此，每逢週年慶前夕，即有收藏者詢問新年度造型設計，並在地方社團也會出現收藏者互相交換分享的訊息。
- 玫瑰寶寶每年約生產8000~10000個不等，主要是基於會員們的蒐集習慣，以及維持大葉髙島屋傳統，所以持續每年產出屬於當年度獨一無二的玫瑰寶寶。
- 沒有特定性別的玫瑰寶寶，歷屆各自扮演不同角色，擁有自己的名字，性別也隨時代與表現主題而變，就像是西洋古畫中常見的小天使般聖潔善良、惹人憐愛。

### 深具紀念價值的玫瑰寶寶
每款寶寶造型、姿勢都不同，擁有自己的名字並賦予不同意義，像是
- 1994年0歲開幕祭典玫瑰寶寶與滿一歲的祭典玫瑰寶寶，同樣的姿勢、同樣的日本祭典服裝造型，分別用黑色和紅色作為開幕區分。
- 2000年分別推出兩款寶寶，一是慶祝天母棒球場落成啟用的6週年慶棒球玫瑰寶寶，另一則是紀念千禧年的21世紀玫瑰寶寶。
- 2014年為慶祝在台20週年首度推出一對的男女寶寶，名為煥然重生、璀璨二十玫瑰寶寶。
- 2016年推出的22週年慶微笑玫瑰寶寶，該年由台灣大葉集團買回日本股權，開始全權經營，比著象徵開心YA的手勢，歡欣迎向未來。
- 2021年因新冠病毒疫情籠罩全球，特別推出天燈祈福玫瑰寶寶，期望大家都能平安健康。

### 玫瑰寶寶卡
於2007年3月正式推出，最大特色是全台首創累進集點制，以高點數價值、折抵低門檻、消費折抵無上限等優惠回饋顧客。 2019年9月，『大葉高島屋ＡＰＰ』正式上架，推出行動版玫瑰寶寶會員。

### 歷年台灣玫瑰寶寶一覽
| 年份   | 年次          | 玫瑰寶寶主題                |
| ------ | ------------- | --------------------------- |
| 1994年 | 開幕紀念      | 祭典玫瑰寶寶(黑衣)          |
| 1995年 | 1週年         | 祭典玫瑰寶寶(紅衣)          |
| 1996年 | 2週年         | 粉紅佳人玫瑰寶寶            |
| 1997年 | 3週年         | 紅旗袍玫瑰寶寶              |
| 1998年 | 4週年         | 紅馬褂玫瑰寶寶              |
| 1999年 | 5週年         | 花舞玫瑰寶寶                |
| 2000年 | 6週年 (共2款) | 棒球玫瑰寶寶 21世紀玫瑰寶寶 |
| 2001年 | 7週年         | 原住民玫瑰寶寶              |
| 2002年 | 8週年         | 牛仔玫瑰寶寶                |
| 2003年 | 9週年         | 愛與和平玫瑰寶寶            |
| 2004年 | 10週年        | 10朵玫瑰寶寶                |
| 2005年 | 11週年        | 水族館玫瑰寶寶              |
| 2006年 | 12週年        | 和服玫瑰寶寶                |
| 2007年 | 13週年        | 水果玫瑰寶寶                |
| 2008年 | 14週年        | 袴服玫瑰寶寶                |
| 2009年 | 15週年        | 玫瑰寶寶卡玫瑰寶寶          |
| 2010年 | 16週年        | 瑰麗玫瑰寶寶                |
| 2011年 | 17週年        | 愛的傳遞玫瑰寶寶            |
| 2012年 | 18週年        | 花獻幸福玫瑰寶寶            |
| 2013年 | 19週年        | 幸福願錦玫瑰寶寶            |
| 2014年 | 20週年        | 煥然重生、璀璨二十玫瑰寶寶  |
| 2015年 | 21週年        | 花舞盛開玫瑰寶寶            |
| 2016年 | 22週年        | 微笑玫瑰寶寶                |
| 2017年 | 23週年        | 美人魚玫瑰寶寶              |
| 2018年 | 24週年        | 萬聖節玫瑰寶寶              |
| 2019年 | 25週年        | 船長玫瑰寶寶                |
| 2020年 | 26週年        | 運動玫瑰寶寶                |
| 2021年 | 27週年        | 天燈祈福玫瑰寶寶            |
| 2022年 | 28週年        | 衝浪玫瑰寶寶                |
| 2023年 | 29週年        | 大藝術家玫瑰寶寶            |
| 2024年 | 30週年        | 禮賓玫瑰寶寶                |

## 獲獎
| 年份   | 獲提名     | 獎項                                             | 結果 |
| ------ | ---------- | ------------------------------------------------ | ---- |
| 2004年 | 大葉高島屋 | 遠見雜誌「服務業品質大調查」百貨購物中心組第一名 | 獲獎 |
| 2007年 | 大葉高島屋 | 遠見雜誌「服務業品質大調查」百貨購物中心組第一名 | 獲獎 |
| 2013年 | 大葉高島屋 | 遠見雜誌「服務業品質大調查」百貨購物中心組第一名 | 獲獎 |

## 周邊
- 天母棒球場
- 天母運動公園 (天母夢想樂園)
- 士東市場
- 台北市立大學 天母校區
- 蘭雅國中
- 士林地方法院

## 外部連結
- （繁體中文） 大葉髙島屋 官方網站 （页面存档备份，存于）
- 大葉髙島屋 官方LINE帳號 （页面存档备份，存于）
- 大葉髙島屋 手機APP(iOS版本)
- 大葉髙島屋 手機APP(Android版本) （页面存档备份，存于）
- 台灣公司資料
- 大葉髙島屋 Dayeh-Takashimaya的Facebook專頁
- 大葉高島屋 DAYEH Takashimaya的Instagram帳戶
- YouTube上的大葉高島屋Dayeh-Takashimaya頻道